# Kellerskopf (Taunus)
Der Kellerskopf ist ein 474 m ü. NHN hoher Berg des deutschen Mittelgebirges Taunus. Er liegt im Ortsbezirk Naurod der hessischen Landeshauptstadt Wiesbaden. Auf der Gipfelregion befinden sich Reste des Ringwalls Kellerskopf und ein Aussichtsturm und Berggasthof.

## Geographie

### Lage
Der Kellerskopf erhebt sich im Naturpark Rhein-Taunus. Sein Gipfel liegt 3,5 km südwestlich des Kernorts der Gemeinde Niedernhausen sowie 1,3 km westnordwestlich von Naurod, 1,5 km nordwestlich der Nauroder Siedlung Erbsenacker und 2,5 km nordnordöstlich von Rambach, die alle zu Wiesbaden zählen. Die höchste Erhebung in dessen Stadtgebiet liegt mit der Rassel (539,4 m) 2,1 km westnordwestlich. Nördlich des Berges entspringt der Salzbach (Rambach), auf der Ostflanke liegt bei der Rudolf Dietz-Hütte (Schutzhütte) der Rudolf-Dietz-Born, dessen Wasser den etwas weiter östlich quellenden Wickerbach speist, und im Südosten entspringt am nahen Steinkopf (331 m) dessen Zufluss Alsbach.

### Naturräumliche Zuordnung
Der Kellerskopf gehört in der naturräumlichen Haupteinheitengruppe Taunus (Nr. 30), in der Haupteinheit Hoher Taunus (301) und in der Untereinheit Wiesbadener Hochtaunus (301.2), dessen Hauptteil nördlich bis westlich des Berges liegt, zum Naturraum Georgenborn Nauroder Hangschuttfuß (301.20). In der Haupteinheit Vortaunus (300) schließt sich im Osten die Untereinheit Eppstein-Hornauer Vortaunus (300.1) und im Süden in der Untereinheit Rheingau-Wiesbadener Vortaunus (300.0) der Naturraum Wiesbadener Vortaunus (300.01) an.

## Natur

### Flora
Der Kellerskopf ist bewaldet. Auf ihm wurden 1962 durch den Troop 107 anlässlich des 52. Jahrestages des Bestehens der Boy Scouts of America 107 amerikanische Douglastannen gepflanzt. Daran erinnert ein Gedenkstein.

### Schutzgebiete
Auf dem Kellerskopf liegen Teile des Landschaftsschutzgebiets Wiesbaden (CDDA-Nr. 555513808; 2010 ausgewiesen; 133,2864 km² groß) und des Fauna-Flora-Habitat-Gebiets Buchenwälder nördlich von Wiesbaden (FFH-Nr. 5815-306; 41,243 km²). An seinem Nord- bis Westfuß erstrecken sich Teile des FFH-Gebiets Trockenborn/Kellerskopf bei Rambach (FFH-Nr. 5815-305; 55,23 ha).

## Ringwall Kellerskopf

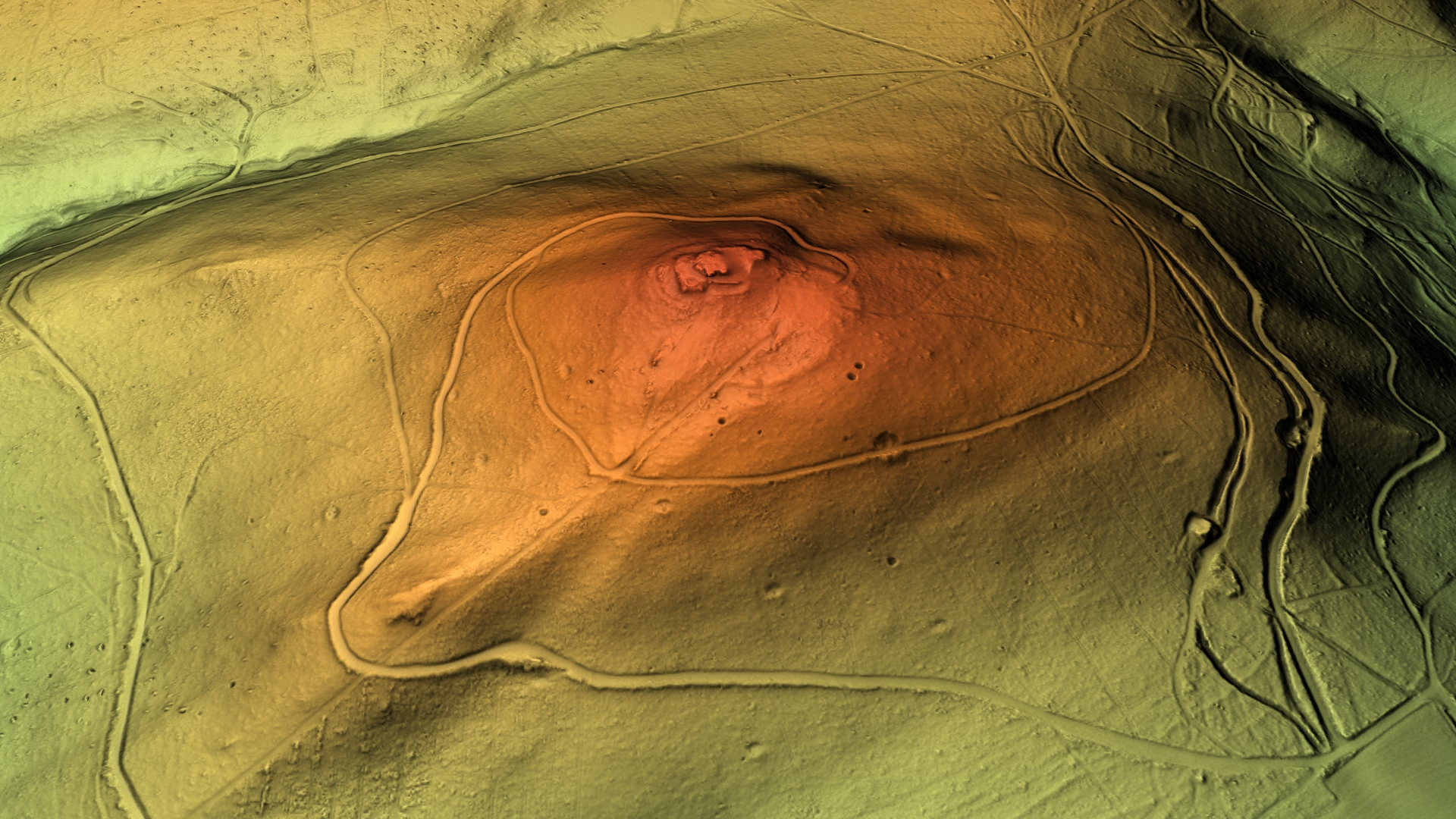
Relief des Kellerskopfes und der Ringwallstrukturen

Auf dem Kellerskopf liegt der Ringwall Kellerskopf, eine abgegangene Wallanlage, die als Bodendenkmal ausgewiesen ist. Mangels Funden ist unbekannt, wann und von wem die einstige Höhenburg angelegt wurde. Vorhanden sind nur noch spärliche Wallreste.

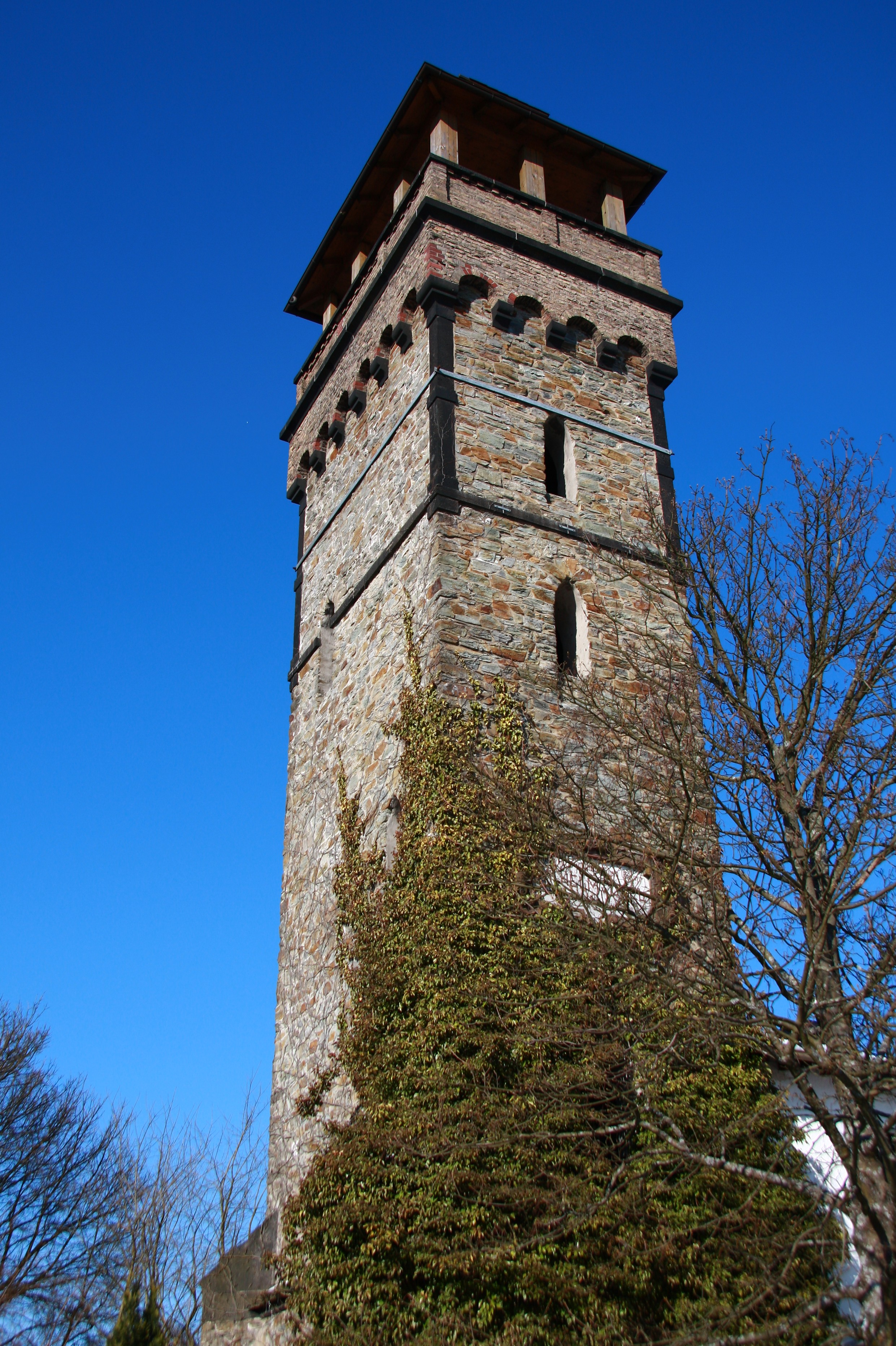
Aussichtsturm

## Aussichtsturm und Berggasthof
Im Gelände des einstigen Ringwalls Kellerskopf steht ein ca. 20 m hoher Aussichtsturm mit angegliedertem Berggasthof Kellerskopf, in dessen Wintergarten ein Standesamt eingerichtet ist. Mitte 2007 wurden beide geschlossen und anschließend saniert. Am 17. Oktober 2008 fand die Wiedereröffnung statt. Bereits 1989 war am Turm eine Sanierung vorgenommen worden, an die eine Gedenktafel neben dem Eingang erinnert. Im Innern des rechteckigen Turms erreicht man über 100 Steinstufen die in 18,5 m Turmhöhe liegende überdachte Aussichtsplattform. Von dieser reicht der Blick über das Rhein-Main-Gebiet bis zum Odenwald, Pfälzerwald und Nordpfälzer Bergland mit dem Donnersberg.

## Verkehr und Wandern
Östlich vorbei am Kellerskopf führt die Bundesstraße 455, die nahe Naurod-Erbsenacker von der Kreisstraße 647 unterquert wird und dort mit dieser verbunden ist. Westlich dieser Anschlussstelle zweigt von der K 647 der Kellerskopfweg als zur Gipfelregion führende Stichstraße ab. An deren Ende liegt ein Wandererparkplatz. Über den Berg verläuft der Europäische Fernwanderweg E3.

## Galerie

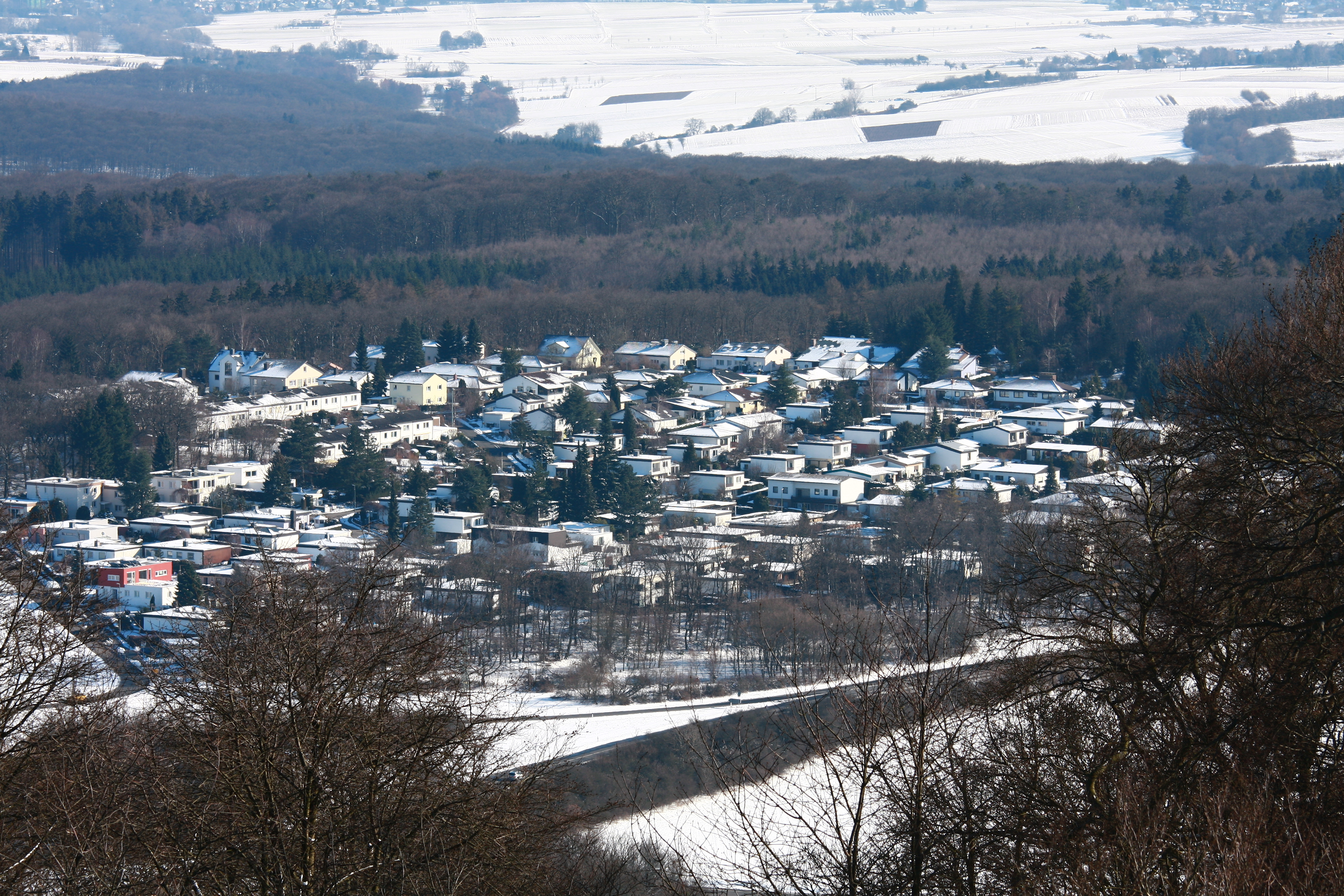
Nauroder Siedlung Erbsenacker, Blick vom Aussichtsturm
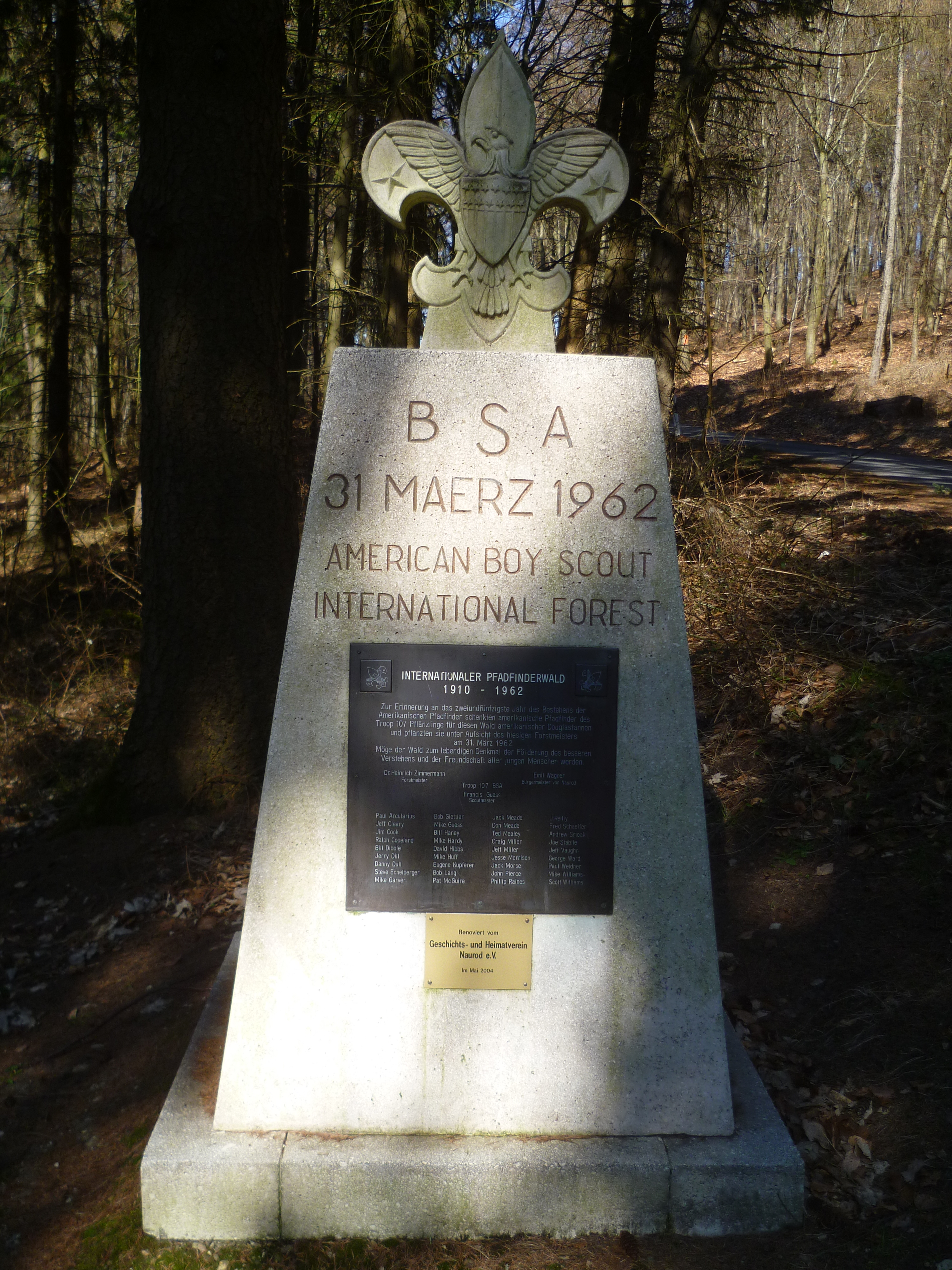
Gedenkstein zur Pflanzung der Douglastannen (1962)
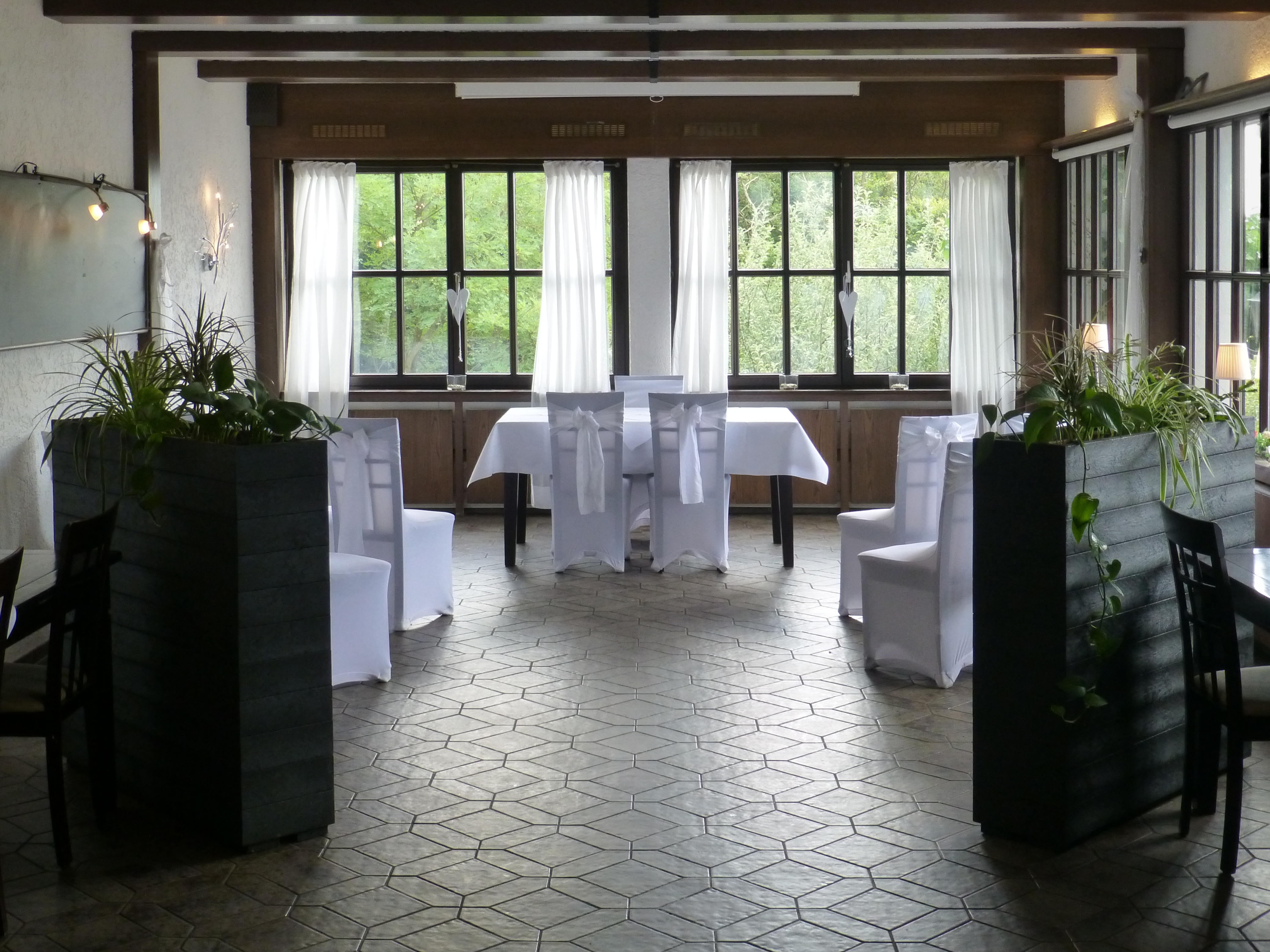
Das Standesamt im Wintergarten des Berggasthofs